# Santibáñez de Esgueva
Santibáñez de Esgueva község Spanyolországban, Burgos tartományban. Santibáñez de Esgueva Sotillo de la Ribera, Cabañes de Esgueva, Cilleruelo de Abajo, Bahabón de Esgueva, Oquillas, Gumiel de Izán és Gumiel de Mercado községekkel határos. Lakosainak száma 77 fő (2024).

## Népesség
A település népessége az utóbbi években az alábbiak szerint változott:
| Lakosok száma | 151  | 148  | 130  | 126  | 120  | 106  | 93   | 83   | 85   | 77   |
|               | 2001 | 2004 | 2006 | 2009 | 2011 | 2014 | 2016 | 2019 | 2021 | 2024 |